# Simon Ok Hyun-jjn
Simon Ok Hyun-jjn (ur. 5 marca 1968 w Muan) – koreański duchowny katolicki, arcybiskup metropolita Gwangju od 2022.

## Życiorys
Święcenia kapłańskie otrzymał 26 stycznia 1994 i został inkardynowany do archidiecezji Gwangju. Po kilkuletnim stażu duszpasterskim i studiach w Rzymie został pracownikiem, a następnie wykładowcą katolickiego uniwersytetu w rodzinnym mieście.
12 maja 2011 papież Benedykt XVI mianował go biskupem pomocniczym diecezji Gwangju ze stolicą tytularną Pederodiana. Sakry biskupiej udzielił mu 6 lipca 2011 ordynariusz - arcybiskup Hyginus Kim Hee-joong.
19 listopada 2022 papież Franciszek mianował go arcybiskupem metropolitą Gwangju. Ingres odbył 30 listopada 2022. 11 października 2023 został sekretarzem generalnym Konferencji Episkopatu Korei.